# André Turpin
Pour les articles homonymes, voir Turpin.
Cet article concerne le directeur de la photographie, réalisateur et scénariste canadien. Pour le peintre automatiste, sculpteur, céramiste, potier et professeur d'arts plastiques canadien, voir André Turpin (artiste).
André Turpin, né en 1966 à Laval, est un directeur de la photographie, réalisateur et scénariste québécois (canadien).
Il reçoit le prix Génie en 2000 et 2010.
En 2015, avec le réalisateur Xavier Dolan, il tourne le clip Hello pour la chanteuse Adele, qui devient populaire sur YouTube. Au total, il reçoit plus de 10 récompenses.

## Biographie
Il reçoit sa formation en cinéma à l'Université Concordia.
Comme directeur de la photographie, il est lauréat de deux Prix Genie pour Maelström au 21e Gala des Prix Genie et pour Incendies au 31e Gala. Au Gala des Jutra, il est récipiendaire de prix Jutra dans la catégorie de la meilleure direction photographique pour les cinq longs métrages : Maelström, Incendies, C'est pas moi, je le jure!, Un crabe dans la tête et Mommy.
En tant que réalisateur, il représente le Canada dans la sélection pour l'Oscar du meilleur film en langue étrangère à la 75e cérémonie des Oscars avec Un crabe dans la tête. En 2011, il est de l'équipe qui accompagne le film Incendies de Denis Villeneuve à la cérémonie des Oscars, et ce, à titre de directeur photo.
Le 25 février 2010, André Turpin avec 500 artistes, signe l'appel pour appuyer la campagne internationale de Boycottage, de Désinvestissement et de Sanctions contre l'Apartheid israélien.

## Vie privée
André Turpin est marié à la réalisatrice, scénariste, cinéaste et productrice de cinéma québécoise Louise Archambault.

## Filmographie

### Directeur de la photographie
- 1992 : Croix de bois
- 1993 : Because Why
- 1995 : Zigrail
- 1996 : Liquid Love
- 1996 : Cosmos
- 1998 : La Comtesse de Bâton Rouge
- 1998 : Un 32 août sur terre
- 1998 : Line-Up
- 1999 : Atomic Saké
- 1999 : Matroni et moi
- 2000 : Maelström
- 2001 : Un crabe dans la tête
- 2002 : Countdown
- 2003 : Amelia (TV)[7]
- 2004 : Childstar
- 2005 : Familia de Louise Archambault
- 2006 : Congorama de Philippe Falardeau
- 2007 : C'est pas moi, je le jure ! de Philippe Falardeau
- 2010 : Incendies de Denis Villeneuve[4]
- 2013 : Whitewash d'Emanuel Hoss-Desmarais
- 2013 : Tom à la ferme de Xavier Dolan
- 2014 : Mommy de Xavier Dolan
- 2015 : Hello (vidéo d'Adele) de Xavier Dolan
- 2016 : Juste la fin du monde de Xavier Dolan
- 2018 : Ma vie avec John F. Donovan (The Death and Life of John F. Donovan) de Xavier Dolan
- 2019 : Playmobil, le film de Lino DiSalvo
- 2019 : Matthias & Maxime de Xavier Dolan
- 2023 : Simple comme Sylvain de Monia Chokri

### Réalisateur
- 1995 : Zigrail
- 1996 : Cosmos
- 2001 : Un crabe dans la tête
- 2015 : Endorphine

### Scénariste
- 2001 : Un crabe dans la tête

## Distinctions

### Récompenses
- 2002 : Prix Jutra pour la meilleure direction de la photographie : Un crabe dans la tête
- 2002 : Prix Jutra pour la meilleure réalisation : Un crabe dans la tête
- 2002 : Prix Jutra pour le meilleur scénario : Un crabe dans la tête
- 2011 : Prix Génie pour la meilleure cinématographie : Incendies
- 2011 : Prix Jutra pour la meilleure direction de la photographie : Incendies
- 2014 : Bayard d'Or de la meilleure direction de la photographie au Festival de Namur pour Mommy

### Nominations
- 2002 : Prix Génie pour la meilleure cinématographie : Un crabe dans la tête
- 2002 : Prix Génie pour le meilleur scénario : Un crabe dans la tête